# Louis Næss-Schmidt
Louis Næss-Schmidt (født 23. juni 2007 i Gentofte) er en dansk skuespiller, der blandt andet har medvirket i tv-serierne Den som dræber – Fanget af mørket (som Johannes Vinge), Kastanjemanden (som Gustav Hartung) og Carmen Curlers (som Birthe og Jørgen Windfelds søn Svend). Han har desuden lagt stemme til drengen Aske i Ternet Ninja 2 og Ternet Ninja 3.
Han er søn af skuespilleren Nicolaj Kopernikus og Birgitte Næss-Schmidt.

## Roller

### TV
- Den som dræber – Fanget af mørket (2021, 8 episoder) - Johannes Vinge
- Kastanjemanden (2021, 6 episoder) - Gustav Hartung
- Carmen Curlers (2022-2023, 11 episoder) - Svend
- Bullshit (2024, én episode) - Erik

### Film
- Ternet Ninja 2 (2021, stemme) - Aske
- Stenofonen (2021, kortfilm) - Jørn
- Lille Allan - den menneskelige antenne (2022, stemme) - Allan
- Ternet Ninja 3 (2025, stemme) - Aske